# Highgate (metropolitana di Londra)
Highgate è una stazione della linea Northern della metropolitana di Londra.
La stazione fu aperta originariamente nel 1867  dalla Great Northern Railway (GNR) sulla tratta fra le stazioni di Finsbury Park ed Edgware. Nell'ambito del programma noto come Northern Heights la London Underground iniziò a servire Highgate nel 1941, utilizzando nuove piattaforme di profondità costruite sotto la stazione di superficie. Le piattaforme di superficie esistono ancora, ma furono chiuse nel 1954 al traffico passeggeri, e la sezione di binari fino a Finsbury Park fu rimossa nel 1972. Uno degli edifici originali della stazione del 1867 è attualmente in uso come abitazione privata.

## Storia

### La stazione originale
La stazione di Highgate fu originariamente costruita dalla Edgware, Highgate and London Railway (EH&LR) negli anni 1860, sul tratto di linea tra Finsbury Park e Edgware; prima dell'apertura la linea fu acquistata nel luglio 1867 dalla Great Northern Railway (GNR), la cui linea principale partiva dalla Stazione di King's Cross e proseguiva verso nord attraverso Finsbury Park.
La stazione aprì, insieme al resto della linea per Edgware, il 22 agosto 1867.
Per via del terreno collinoso, la stazione fu costruita in una profonda trincea scavata nella collina di Highgate, accanto ad Archway Road. La linea entrava in tunnel scavati nella collina a entrambe le estremità della stazione, verso East Finchley a nord e verso la stazione di Crouch End a sud. Originariamente la stazione aveva due piattaforme laterali, con tre binari fra di esse, e un edificio sul lato sud. Le due piattaforme erano collegate da un cavalcavia pedonale.
Una diramazione fu costruita fra Highgate e Alexandra Palace dalla Muswell Hill Railway (MHR) e aprì il 24 maggio 1873. La nuova diramazione si staccava dalla linea originale a nord della stazione in un ampio arco intorno al bosco di Highgate. La stazione successiva, al momento dell'apertura, era Muswell Hill; nel 1902 una stazione intermedia fu aperta a Cranley Gardens.
Negli anni 1880 la stazione fu ricostruita, con una configurazione a due binari e una piattaforma centrale a isola al posto delle due piattaforme laterali. Alla piattaforma a isola si accedeva per mezzo di una biglietteria situata al centro del cavalcavia. Nel 1911, la diramazione della MHR fu rilevata dalla GNR. In seguito alla legge (il Railways Act del 1921) sulla fusione delle compagnie ferroviarie, che creò le cosiddette "Grandi Quattro", o Big Four, la GNR divenne parte della London & North Eastern Railway (LNER) nel 1923.
All'inizio degli anni trenta, la stazione aveva circa 54 treni al giorno per High Barnet, 43 da Alexandra Palace e alcune prosecuzioni per Edgware. I servizi andavano verso Finsbury Park e da qui a King's Cross, Moorgate o alla stazione (oggi demolita) di Broad Street.

### Il ProgettoNorthern Heights

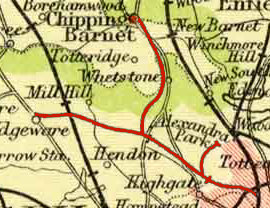
Le linee della GNR da Finsbury Park a Edgware, High Barnet e Alexandra Palace, 1900. La linea avrebbe dovuto essere assorbita dalla linea Northern.

Nel 1935 la London Underground annunciò l'inizio di un massiccio piano di modernizzazione, miglioramento ed espansione della rete metropolitana, noto come New Works Programme. Nell'ambito di questo piano venne annunciato un progetto, noto come Progetto Northern Heights, in base al quale un gruppo di linee ferroviarie della LNER nel nord di Londra, e precisamente le diramazioni da Finsbury Park a Edgware, a High Barnet e alla stazione (oggi chiusa) di Alexandra Palace, sarebbe stato rilevato dalla LU e collegato con la linea Northern a East Finchley e con la linea Northern City a Finsbury Park. La costruzione della prima fase di questo progetto prevedeva il prolungamento della metropolitana dal capolinea della linea linea Northern alla stazione di Archway (all'epoca chiamata anch'essa Highgate) attraverso una nuova sezione di tunnel che sarebbero passati sotto la stazione di Highgate per emergere poi in superficie poco a sud di East Finchley, dove la linea si sarebbe collegata con la LNER.
Per fornire un interscambio tra le nuove piattaforme di profondità e le piattaforme di superficie esistenti, fu costruito un vestibolo sotterraneo immediatamente sotto la stazione esistente. Il vestibolo era collegato da scale mobili con le piattaforme sotterranee e da semplici scale con le piattaforme di superficie. Furono creati due ingressi per il vestibolo, da sud su Archway Road e da nord su Priory Gardens. Al contempo gli edifici di superficie furono parzialmente ricostruiti e il cavalcavia fu eliminato. La linea Northern incominciò a utilizzare i nuovi tunnel fino a East Finchley il 3 luglio 1939, anche se i treni non iniziarono a fare sosta a Highgate fino a molto tempo dopo.

### Durante la guerra

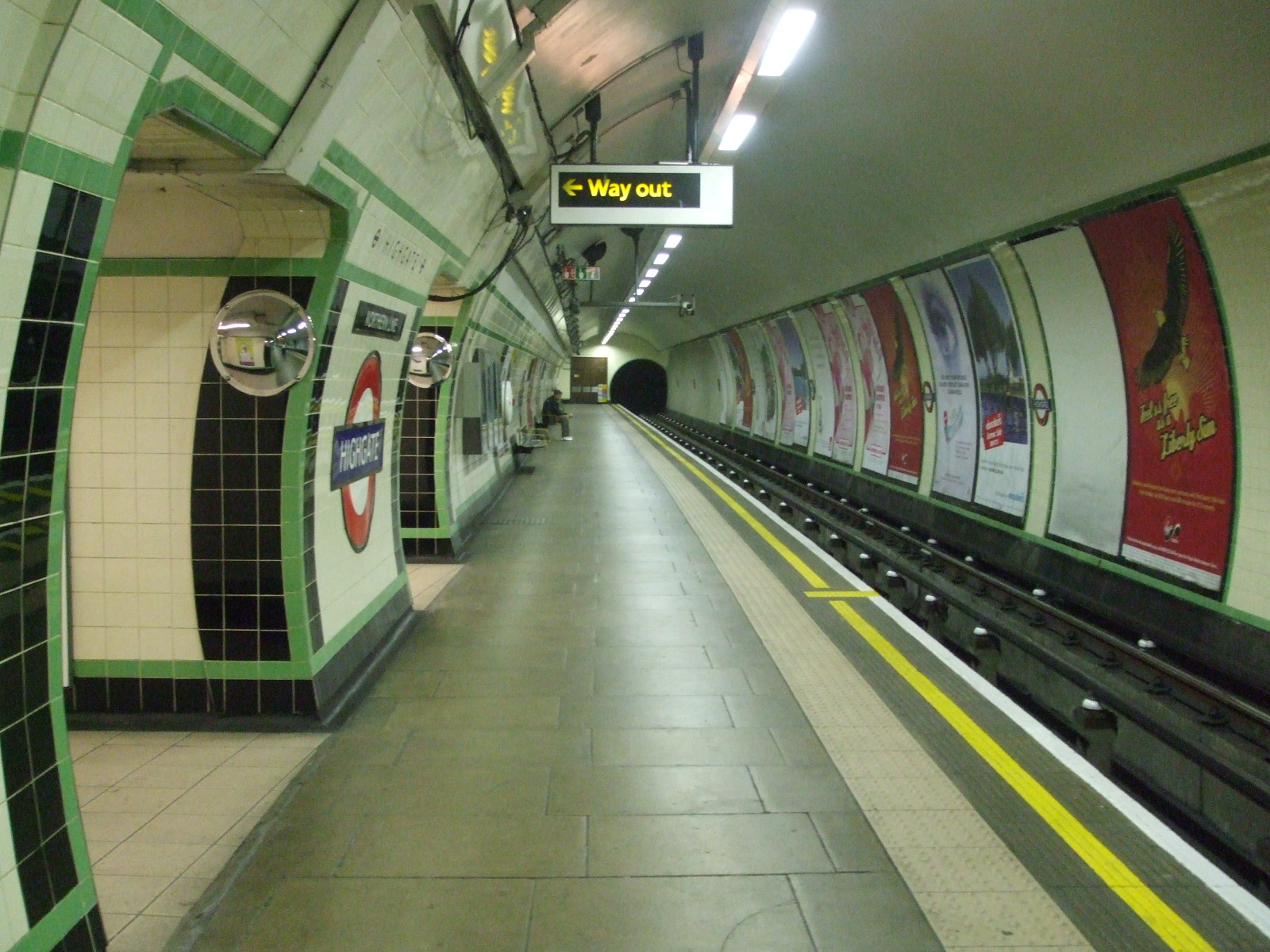
Una delle piattaforme di lunghezza extra costruita, ma mai utilizzata, per treni a nove carrozze.

In seguito allo scoppio della seconda guerra mondiale nel settembre 1939, i lavori per completare l'elettrificazione delle linee della LNER furono rallentati o bloccati. La linea da Finchley Central a Edgware chiuse per ristrutturazione l'11 settembre 1939.
I servizi della linea Northern furono estesi da East Finchley a High Barnet il 14 aprile 1940 e le piattaforme di profondità a Highgate aprirono il 19 gennaio 1941, anche se non tutti i nuovi edifici della stazione erano stati completati. Le piattaforme di superficie continuarono a essere servite da treni a vapore della LNER.
Le piattaforme di profondità vennero costruite con una lunghezza di 164 metri per poter ospitare i treni extra-lunghi a nove carrozze, che si prevedeva di utilizzare sulla linea Northern ma che non fecero mai sosta a Highgate, dato che erano stati ritirati all'inizio della guerra.
Con l'interscambio tra LNER e la linea Northern disponibile dal gennaio 1941, i treni della LNER per East Finchley cessarono il 2 marzo 1941; dopo questa data operarono solo per Alexandra Palace.
Nel 1942 i servizi della LNER tramite Highgate furono ridotti alle sole ore di punta. Durante la guerra, le piattaforme di profondità furono usate, come in molte altre stazioni, come rifugio antiaereo contro le incursioni della Luftwaffe e, in seguito, delle bombe volanti V1 e V2.

### Il periodo post-bellico
Dopo la conclusione del conflitto, i piani per completare il progetto del Northern Heights furono riesaminati. All'inizio del 1946 i lavori per la conversione della linea tra Mill Hill East ed Edgware erano stati programmati per concludersi tra il gennaio 1947 e il giugno 1948. I lavori, tuttavia, non ripresero. La manutenzione e ricostruzione delle infrastrutture danneggiate dalla guerra aveva la priorità. Per quanto riguardava i limitati fondi a disposizione della LU per nuove strutture, la precedenza fu data al completamento delle estensioni orientali e occidentali della Central line, verso Epping e Hainault da un lato e verso West Ruislip dall'altro.
Anche se le estensioni delle Northern Heights rimasero indicate come "in costruzione" sulle mappe della metropolitana fino al 1950 (lo erano state fra il 1938 e il 1943, erano state cancellate tra il 1943 e il 1945 dopo l'apertura di Highgate e il completamento delle estensioni per High Barnet e Mill Hill East, erano ricomparse dopo il 1946) i lavori sulle parti non terminate non vennero mai ripresi. L'estensione a nord di Edgware fu cancellata formalmente nell'ottobre 1950, mentre il completamento della conversione della linea tra Mill Hill East ed Edgware fu ufficialmente abbandonato nel febbraio 1954. La Green belt di Londra, creata dopo la guerra per limitare l'espansione urbana nella campagna circostante la metropoli, comportò la cancellazione dei progetti residenziali originariamente previsti nella zona e di conseguenza fece venire meno l'utilità delle nuove stazioni.
Dopo una chiusura temporanea fra l'ottobre 1951 e il gennaio 1952, la British Railways, la nuova compagnia nazionalizzata che dal 1948 aveva rilevato la LNER, chiuse definitivamente il servizio passeggeri tra Finsbury Park e Alexandra Palace il 3 luglio 1954 anche se i servizi merci continuarono sulla diramazione di Alexandra Palace fino al 1957, sul ramo di High Barnet fino al 1962 e sul ramo di Edgware fino al 1964. Dopo la cessazione del servizio merci, la linea continuò a essere usata occasionalmente per il trasferimento di materiale rotabile della London Underground dal deposito di Highgate alla Northern City Line, trainando i vagoni sulle sezioni di binario non elettrificato per mezzo di locomotori a batteria. Questa pratica cessò nel 1970 a causa delle cattive condizioni di alcuni ponti sulla linea, e i binari furono rimossi dalle piattaforme di superficie nel 1972.
Il completamento degli edifici di superficie fu ritardato per molti anni. I progetti pre-bellici dell'architetto Charles Holden prevedevano un grande edificio di ingresso in cima alla collina, accanto al pub The Woodman, con una coppia di scale mobili fra l'ingresso e il vestibolo sotterraneo. Queste avrebbero dovuto essere racchiuse in una struttura inclinata lungo il fianco della trincea della stazione, parallela ai binari. Ispirandosi alla leggenda locale della Pietra di Whittington, l'edificio sarebbe stato sormontato da una statua di Dick Whittington e del suo gatto.
Quando i lavori furono completati nel 1957 fu installata una sola scala mobile, solo per la salita, per portare i passeggeri dal vestibolo sotterraneo a un'uscita, molto semplice, in cima alla trincea.
Uno degli edifici della stazione della GNR esiste ancora sul lato nord delle piattaforme di superficie, ed è utilizzato come residenza privata. La maggior parte del tracciato tra Finsbury Park e Alexandra Palace ora è stato convertito in un sentiero ciclabile e pedonale, il Parkland Walk, anche se questo non passa per la stazione per motivi di sicurezza.

## Strutture e impianti
La stazione è stata ristrutturata tra il 2007 e il 2008. Le piattaforme sono state restaurate con riproduzioni delle piastrelle d'epoca e dotate di nuovi impianti di illuminazione.
È compresa nella Travelcard Zone 3.

## Interscambi
Nelle vicinanze della stazione effettuano fermata alcune linee automobilistiche, gestite da London Buses.
- Fermata autobus

## Nella cultura di massa
Le piattaforme di superficie e i tunnel abbandonati sono stati utilizzati come set cinematografici e sono apparsi in diverse produzioni, come il film La casa ai confini della realtà,, la soap opera televisiva EastEnders e la serie televisiva Waking the Dead.
Il popolare conduttore televisivo statunitense Jerry Springer è nato nella stazione mentre sua madre vi si trovava per ripararsi da un bombardamento nel 1944.